# Rob Ehrens
Robbertus Marius Martinus Ehrens –conocido como Rob Ehrens– (Echt, 30 de octubre de 1957) es un jinete neerlandés que compitió en la modalidad de salto ecuestre.
Ganó una medalla de bronce en el Campeonato Europeo de Saltos Ecuestres de 1981, en la prueba por equipos. Participó en los Juegos Olímpicos de Seúl 1988, ocupando el quinto lugar en la misma prueba.

## Palmarés internacional
| Campeonato Europeo | Campeonato Europeo | Campeonato Europeo | Campeonato Europeo |
| Año                | Lugar              | Medalla            | Categoría          |
| ------------------ | ------------------ | ------------------ | ------------------ |
| 1981               | Múnich (RFA)       | Medalla de bronce  | Por equipos        |